# Međunarodni filmski festival Karlovy Vary
Međunarodni filmski festival Karlovy Vary (češ.: Mezinárodní filmový festival Karlovy Vary) filmski je festival koji se održava svake godine u srpnju u češkom gradu Karlovy Vary. Jedan je od najstarijih festivala na svijetu i vodeći filmski festival u srednjoistočnoj Europi.

## Povijest
Festival je osnovan 1946. godine. Od tada se održavao se u gradovima Karlove Vary i Mariánské Lázně. Nakon nekoliko godina je trajno premješten u Karlove Vary. Na prvom festivalu su prikazani filmovi iz sedam europskih zemalja. Za vrijeme komunističkog režima, festival je doživio razdoblja kada filmovi uopće nisu bili emitirani. To je dovelo do manjeg interesiranja za sudjelovanje na festivalu kao i do manjeg broja publike. Godine 1948., festival je uveo dodjelu Kristalnog globusa. Tadašnja vlast je odlučila da im je potreban samo jedan festival takve prirode za koji je odabran jedan filmski festival u Moskvi.
Godine 1956., Međunarodno udruženje filmskih producenata je proglasilo festival, festivalom "A" klase. Filmovi u kasnijim šezdesetim i sedamdesetim godinama nisu privlačili mnogo pažnje među gledateljima i festival je doživio potpuni krah. Baršunasta revolucija je doprinijela ponovnom "rađanju" festivala. Komunističke stranke su 1989. zbačene s vlasti i sljedeće godine su prikazani filmovi koji su do tada bili zabranjivani u Čehoslovačkoj. Festival je imao financijske probleme 1992. i to je bila najgora kriza kroz koju je prošao. Naredne godine, 1993., uz pomoć Ministarstva kulture Češke, gradskog vijeća Karlovyh Vary i uz pomoć Grand Hotela Pupp, ovaj kulturni događaj je doživio preporod.

## Poznati strani gosti festivala
- 1990.: Annette Bening, Robert De Niro, Miloš Forman, Vojtěch Jasný, Maximilian Schell, Shirley Temple
- 1992.: Coen brothers, Jason Connery, Aki Kaurismäki, Ken Loach, Agnieszka Holland
- 1994.: Leonardo DiCaprio, Max von Sydow, Philippe Noiret
- 1995.: Peter O'Toole, Fridrik Thór Fridriksson, Mia Farrow, Mika Kaurismäki
- 1996.: Alan Alda, Whoopi Goldberg, Gregory Peck, Ivan Passer, Pierre Richard
- 1997.: Miloš Forman, Ivan Passer, Salma Hayek, Nikita Mikhalkov, Steve Buscemi
- 1998.: Michael Douglas, Ornella Muti, Saul Zaentz, Terry Jones
- 1999.: Woody Harrelson, Lukas Moodysson, Nikita Mikhalkov
- 2000.: Woody Harrelson, Edward Norton, Fridrik Thór Fridriksson
- 2001.: Nastassja Kinski, Scarlett Johansson, Oleg Taktarov, Thora Birch
- 2002.: Kim Ki-duk, Keira Knightley, István Szabó, Michael York
- 2003.: William Forsythe, Kim Ki-duk, Udo Kier, Morgan Freeman
- 2004.: Jacqueline Bisset, John Cleese, Bernard Hill, Harvey Keitel, Guillermo Jimenez Díaz, Roman Polanski, Elijah Wood
- 2005.: Sharon Stone, Robert Redford, Alexander Payne, Gael García Bernal, Liv Ullmann
- 2006.: Andy García, Terry Gilliam, Kim Ki-duk, Danny Trejo
- 2007.: Renée Zellweger, Danny DeVito, Ellen Page, Tom DiCillo
- 2008.: Robert De Niro, Les Blank, Kim Bodnia, Saffron Burrows
- 2009.: John Malkovich, Antonio Banderas, Isabelle Huppert
- 2010.: Jude Law, Nikita Mikhalkov, Kevin McDonald, Scott Cooper
- 2011.: Judi Dench, John Malkovich, John Turturro, Cary Fukunaga, Sasson Gabai, Remo Girone
- 2012.: Helen Mirren, Richard Peña, István Szabó, Susan Sarandon, Helena Třeštíková, Marek Najbrt
- 2013.: John Travolta, Oliver Stone, F. Murray Abraham, Valeria Golino, Agnieszka Holland, Lou Castel, Jerry Schatzberg, Michel Gondry
- 2014.: Mel Gibson, Michael Pitt, Jake Hoffman, Franco Nero, Fanny Ardant, Laura Dern, Mike Cahill, Astrid Bergès-Frisbey
- 2015.: Richard Gere, Harvey Keitel, George A. Romero, Jamie Dornan, Sean Ellis, Leslye Headland, Jena Malone, Ryan Fleck[1]

## Vanjske poveznice
- (češ.) Službena stranica
- Službeni kanal festivala na Youtubeu
- (češ.) (engl.) Festival 2009. - Radio Prag